# Nachmanides
Nachmanides, także Rabbi Moses ben Naḥman Girondi, Bonastruc ça Porta oraz pod akronimem Ramban (ur. 1194 w Geronie, zm. 1270 w Królestwie Jerozolimskim) – kataloński rabin, komentator biblijny, lekarz, filozof i kabalista.
Był obrońcą nauk ekskomunikowanego przez część rabinów Majmonidesa, chociaż dystansował się od niektórych jego poglądów. Szczególnie bronił jego dzieła Miszne Tora. Musiał opuścić Katalonię, gdyż dominikanie uznali, że podczas dysputy z nimi obraził chrześcijaństwo. Jego grób znajduje się najprawdopodobniej na Górze Karmel w okolicach Hajfy.